# Andrzej Brzeski (polityk)
Andrzej Brzeski (ur. 24 października 1953 w Świnoujściu) – polski przedsiębiorca i polityk, poseł na Sejm III kadencji z okręgu tarnowskiego.
Ukończył studia na Wydziale Mechanicznym Azerbejdżańskiego Instytutu Nafty i Chemii. W wyborach parlamentarnych w 1997 startował do Sejmu jako członek Partii Chrześcijańskich Demokratów z listy Akcji Wyborczej Solidarność. Następnie działał w Porozumieniu Polskich Chrześcijańskich Demokratów, a w lipcu 2001 wystąpił z klubu parlamentarnego AWS, pozostając do końca kadencji posłem niezrzeszonym. Nie ubiegał się o reelekcję
Właściciel Zakładu Rzemieślniczo-Usługowego Andrzej Brzeski „Abpol” w Dębicy.